# Кулебрский анолис
Кулебрский анолис (лат. Anolis roosvelti) — вид ящериц из семейства анолисовых. Крайне редкий, возможно, уже вымерший вид. Назван в честь Теодора Рузвельта-младшего (сына президента США Теодора Рузвельта), который был во время описания вида губернатором Пуэрто-Рико.

## Описание
Длина тела до 16 см. Цвет тела буровато-серый, хвост имеет жёлто-коричневый оттенок, а живот беловатый. Горловой мешок серый в верхней части и жёлтый в нижней. Веки жёлтые.

## Распространение
Эндемик острова Кулебра в Карибском море восточнее острова Пуэрто-Рико (принадлежит Пуэрто-Рико).

## Образ жизни
Кулебрский анолис живёт в лесах, на склонах горы Resaca.

## Численность вида
После описания вид наблюдался всего несколько раз. Последнее наблюдение относится к 1978 году. Леса, в которых обитает эта ящерица, практически уничтожены человеком, поэтому вид, скорее всего, уже вымер.